# Кальян

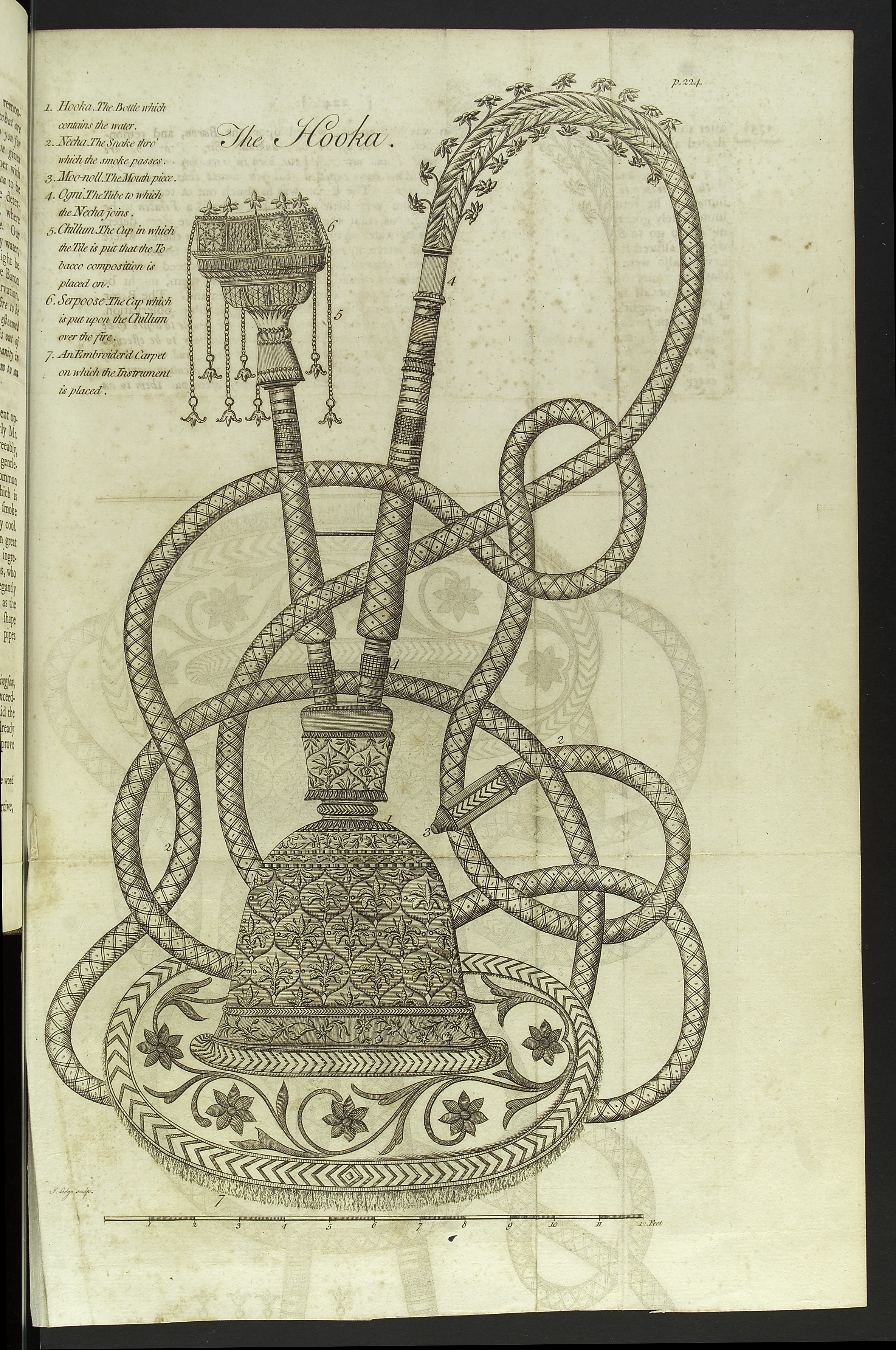
Бенгальський кальян. Ілюстрація до книги Едварда Айвза «Подорож з Англії до Індії у рік 1754 … а також мандрівка з Персії до Англії незвичним шляхом…» (1773)

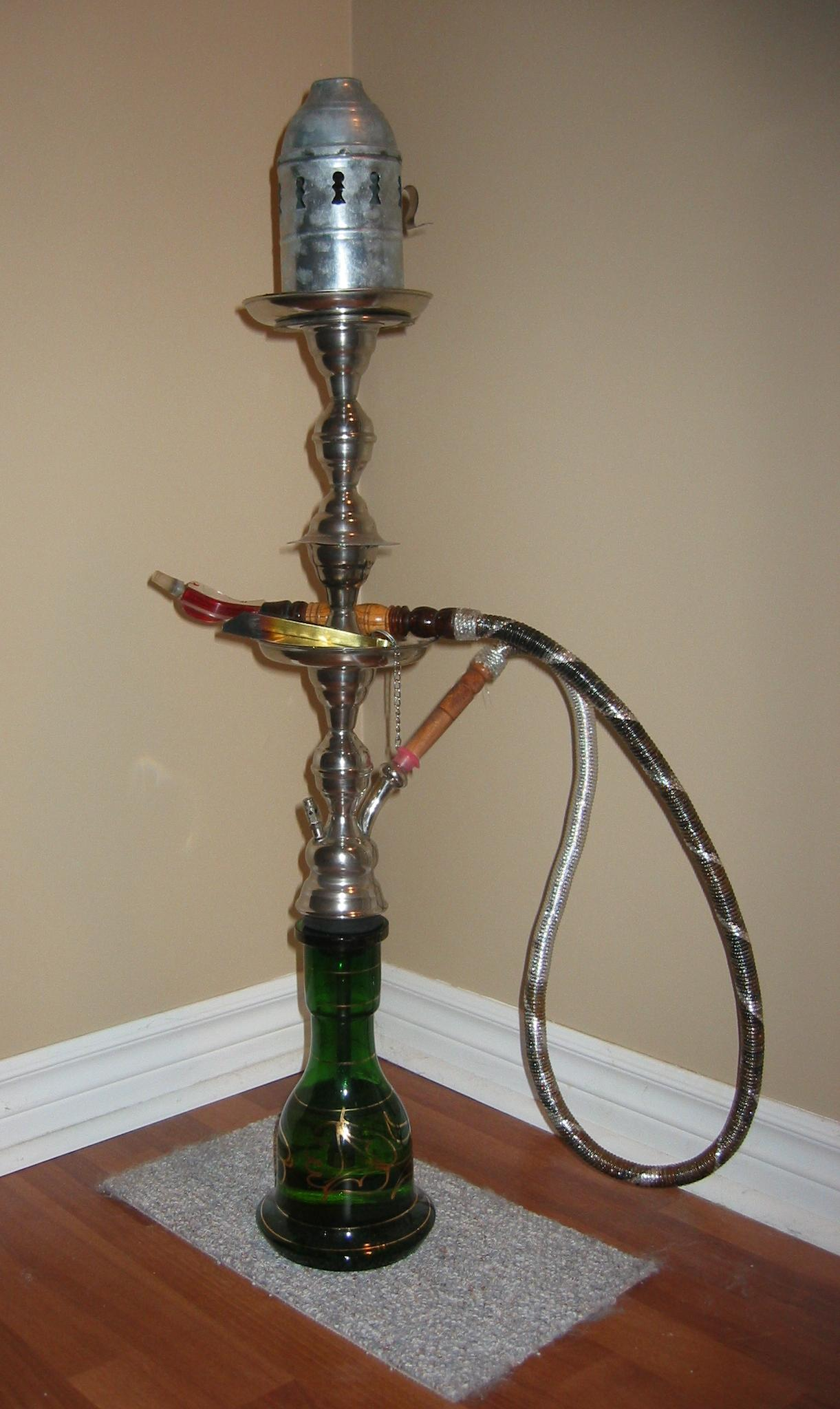
Єгипетський кальян. frameless|center

Кальян (перс. قلیان — ghalyân, ghalyun) — прилад для куріння, що дозволяє фільтрувати і охолоджувати дим, що вдихається. Роль фільтра відіграє посудина з водою, вином чи іншою рідиною. У посудину вставлена курильна чашка, поєднана з трубкою, кінець якої йде під воду. Вище рівня води з посудини відходить ще одна трубка, до якої прикріплений цибух. При курінні в посудині кальяну створюється негативний тиск, завдяки чому дим піднімається крізь рідину і через трубку з цибухом потрапляє в легені курця.
Кальян був винайдений в Індії і досить швидко поширився по всьому мусульманському світу, від Індокитаю до Марокко. У Європі він став популярним у XIX ст., у зв'язку з модою на східну екзотику. В Україні кальян можна придбати в будь-якому магазині східних сувенірів.

## Можливі назви

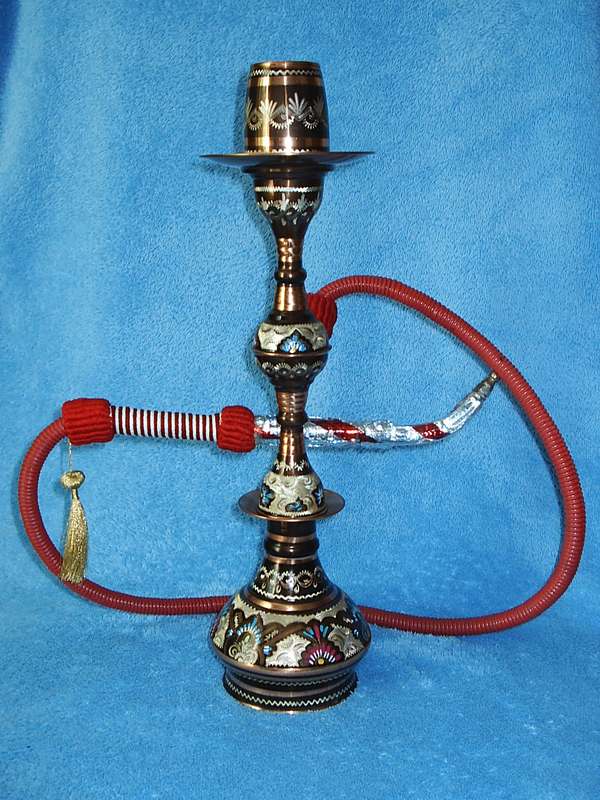
Наргіле́

- «шіша» (араб. شيشة)
- «hookah» (гука, хукга) — феномен в тому, що більшість людей про цей термін не знає, і думає, що ви хочете «hooker», схоже за вимовою. Хоча в словниках цей термін присутній.
- «nargile», «narguile» (нарґіла, арґіла, нарґіле)
- «вотерпайп» (англ. waterpipe — водяна трубка)
- «габбл-Баббл» (англ. hubble-bubble — досл. «горбик-бульбашка»)
- «піпа турка» (ісп. pipa turca — турецька курильна люлька)
- «бори»
- «джаджір»
- «бовр»
- «гоза»

Слово кальян («huqqa»), за пакистанським словником Лурда, перського походження і колись означало невеликий горщик, де східні жінки зберігали свої коштовності і пахощі.
Нарґіле («nargile»; перс., від «нарґо» — кокосовий горіх, з якого спочатку робили нарґіле) — курильний прилад, схожий з кальяном, але має на відміну від нього довгий рукав замість трубки.
У кальяні використовується спеціальний тютюн (зазвичай ароматизований), а замість води як охолоджувача нерідко використовують різноманітні безалкогольні напої (наприклад, молоко).

## Куріння кальяну

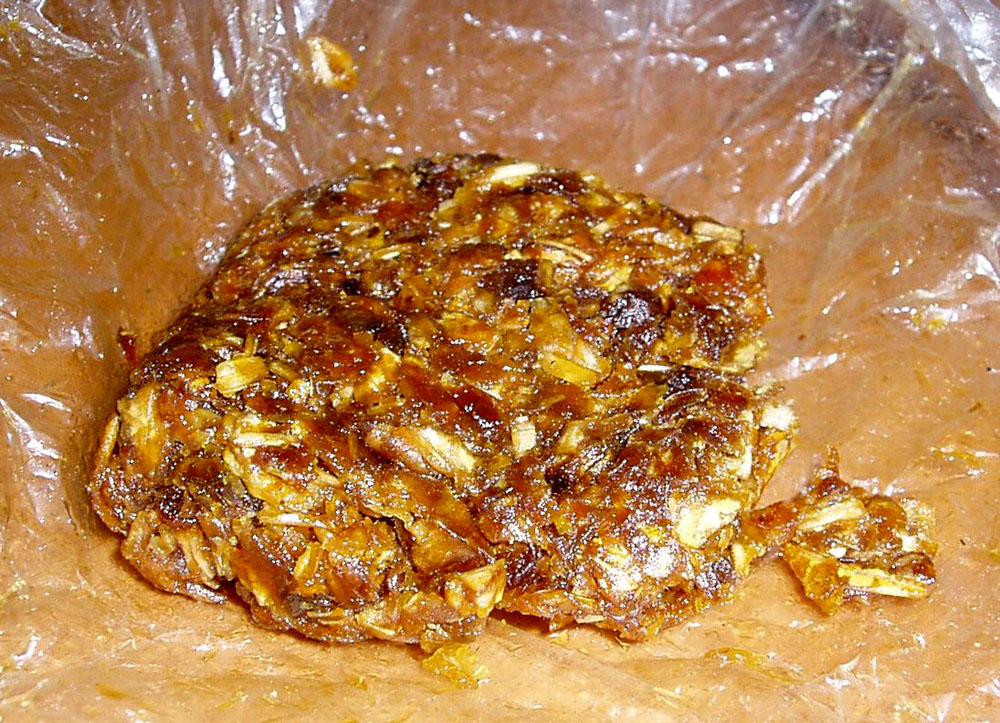
Кальянний тютюн, готовий для вживання

Куріння кальяну, це ціла церемонія, до якої треба починати готуватися приблизно за годину. Процес підготовки, так само як і процес куріння не терпить поспіху, і має певний етикет. Курити кальян прийнято після їжі, в спокійній і тихій обстановці. Робити це краще напівлежачи, або сидячи на м'якій подушці. Кальян завжди повинен бути нижче від курця, на Сході це вже давно сформована традиція. Ставлячи кальян вище, Ви можете образити тих людей, що курять разом з вами. Під час куріння кальяну рекомендується їсти свіжі фрукти, бажано цитрусові. Існує спосіб куріння кальяну через фрукти, для цього як правило використовується яблуко або груша, це додає диму ніжний аромат, м'який смак, і знижує гіркоту. Не можна поєднувати кальян і спиртне, це забороняють робити як лікарі, так і традиції куріння кальяну. Під час процесу куріння бажано слухати розслаблюючу музику, існує безліч мелодій спеціально написаних для цього процесу.
Існує поширена думка, що кальян є наркотиком. Це не так, оскільки тютюн для кальяна не містить ніяких наркотичних засобів. Наркотичну дію кальян буде становити в тому випадку, якщо замість кальянного тютюну, заправити кальян наркотичними засобами, наприклад гашишем.

### Кальянний тютюн
Кальянний тютюн відрізняється від сигаретного, або будь-якого іншого тютюну. Його можна розділити на два види:
- tobamel або mu 'essel (араб.) — містить до 70 % меду, патоки, різних фруктових есенцій і гліцерину як зволожувача;
- jurak — вважається перехідним варіантом між простим тютюном і підготовленим.

Кальянний тютюн повинен бути вологим. Найчастіше плитка кальянного тютюну буває не просто вологою, а мокра — настільки, що з неї тече сік. Зовні гарний кальянний тютюн схожий на варення — великі листя тютюну, напівпрозорі і липкі, склеєні між собою в одну суцільну масу.

## Шкідливість для здоров'я
Існує думка, що куріння кальяну є менш шкідливим, аніж куріння цигарок, оскільки відбувається фільтрація диму через воду у чаші пристрою, однак, це твердження не є однозначним. Зокрема, професор медицини коледжу клініки Майо (англ. Mayo Clinic) Річард Д. Гарт, каже, що « (…) Тютюн не є менш токсичним у трубці кальяну, а вода у кальяні не фільтрує шкідливі складники тютюнового диму. Фактично, курці кальяну можуть вдихати більше тютюнового диму за курців цигарок, зважаючи на ту кількість диму, що вони вдихають за один сеанс куріння, який може тривати цілу годину».
Завідувач відділу Інституту стратегічних досліджень Міністерства охорони здоров'я України Костянтин Красовський вважає, що кальян шкодить здоров'ю не менше, ніж інші способи куріння, а також від цього страждають і ті, хто перебуває поруч: «(…) коли кальян курять, наприклад, у підвалі, то запаху не відчувається. Але насправді підвал наповнюється газом, у першу чергу — чадним. Бувають випадки запаморочень, насамперед, серед персоналу тих барів і кав'ярень, де курять кальяни».
Як показало «Глобальне опитування дорослого населення щодо вживання тютюну» (GATS) тільки 31 % опитаних українців вважає, що куріння кальяну призводить до серйозних захворювань. У статті «Куріння кальяну як новий фактор ризику поширення туберкульозу в Україні» Андрєєвої Т. І., кандидата медичних наук, доцента НаУКМА, зазначається, що «(…) кальян – не тільки джерело чадного газу, нікотину, смоли, так само як інші тютюнові вироби, а й збудників гепатитів, туберкульозу. Споживачі кальяну частіше хворіють на періодонтит, рак легень, респіраторні захворювання, а також, ймовірно, рак сечового міхура, стравоходу, носоглотки». Стаття присвячена аналізу матеріалів опитування студентів Національного університету «Києво-Могилянська академія» 2006 -2009 рр. щодо поведінки, яка стосується здоров'я. За результатами дослідження виявлено, що куріння кальяну набуває популярності серед молоді, а також той факт, що курці кальяну не вважають свій спосіб життя більш нездоровим, аніж ті, хто його ніколи не курив. Таким чином, недостатня поінформованість населення про всі аспекти куріння кальяну може стати фактором, що підвищує ризики поширення захворювання на туберкульоз.
При сеансі тривалістю в 45 хвилин курець споживає більше чадного газу, ніж при викурюванні пачки сигарет (при температурі вугілля в кальяні 600 -650 °C). Необхідність прикладати певне зусилля приводить до проникнення диму в більш глибокі ділянки легень (в нижні дихальні шляхи). Якщо куріння відбувається у задушливому приміщенні, то додається ефект пасивного куріння.
За даними досліджень Всесвітньої організації охорони здоров'я (ВООЗ), а також німецького Центру з вивчення проблем раку, дим кальяну містить стільки ж вуглекислого газу, дьогтю та важких металів, що й звичайні сигарети, однак, ритуал куріння кальяну триває від півгодини до години, а одна година куріння кальяну рівнозначна 100 викуреним сигаретам. Крім того кальян сприяє більш великим і тривалим затягування, а отже під час одного сеансу курець може вдихнути в 100 разів більше тютюнового диму, ніж середній курець цигарок. Таким чином, на думку ВООЗ, кальян не є нешкідливою альтернативою сигарет.
Оцінка впливу кальяну на здоров'я людини дуже суб'єктивна. Якщо, наприклад, сигарети створюються за міжнародним стандартом тютюнової промисловості, то з кальяном усе складніше, адже вміст шкідливих речовин залежить від багатьох факторів, серед яких якість і вид тютюну, і якість вугілля (основа вугілля буває сірчистою або органічною), температура горіння тютюну. Не радять комбінувати вживання алкоголю та кальяну, ефект може бути непрогнозованим.
Також є курильні суміші для кальяну, які не містять нікотину, проте, дослідження їх впливу на здоров'я курців не проводилися, незважаючи на позиціонування таких сумішей як менш шкідливих, порівняно із тютюном.

## В Україні

### Законодавство
На початку січня 2025 року Верховний Суд визнав, що послуга приготування кальянів у закладах ресторанного господарства в Україні є стимулюванням продажу тютюнових виробів, а відтак кальяни підпадають під абсолютну заборону в закладах ресторанного господарства, незалежно від їхнього складу. Дане рішення Верховний Суд прийняв за підсумками розгляду касаційних скарг Головного управління Держпродспоживслужби в м. Києві у справах № 320/29317/23 та № 320/23655/23 та підтвердив законність накладення фінансових санкцій Держпродспоживслужбою на субʼєкти господарства за стимулювання продажу тютюнових виробів шляхом надання послуги приготування кальяну, що є порушеннями ст. 16 Закону № 2899-IV. Загальновідомо, що порушення ст. 16 зазначеного Закону передбачає штраф у розмірі 30 тис. грн, а в разі повторного порушення протягом року – 50 тис. грн. Таким чином, заклади ресторанного господарства в Україні не мають права надавати послугу приготування кальяну взагалі.